# Забара (Бердичівський район)
За́бара — село в Україні, у Червоненській селищній територіальній громаді Бердичівського району Житомирської області. Населення становить 402 особи (2001).

## Історія
У 1906 році — село Андрушівської волості Житомирського повіту Волинської губернії. Відстань від повітового міста 43 верст, від волості 8. Дворів 68, мешканців 460.
За свідченнями очевидців, від Голодомору 1932—1933 рр. у селі загинуло 18 людей.
До 10 серпня 2015 року — адміністративний центр Забарської сільської ради Андрушівського району Волинської області.